# Ashes in the Snow
Ashes in the Snow is een Amerikaans-Litouwse film uit 2018, geregisseerd door Marius A. Markevicius en gebaseerd op de roman Between Shades of Grey van Ruta Sepetys.

## Verhaal
De film vertelt het verhaal van een jonge tiener genaamd Lina, die samen met haar moeder en jongere broer, vanuit haar geboorteland Litouwen naar een Sovjet-Goelag werd gedeporteerd tijdens de bezetting van het Baltische gebied door Stalin tijdens de Tweede Wereldoorlog. Ze is een aspirant-kunstenaar en documenteert in het geheim haar aangrijpende reis met haar tekeningen.

## Rolverdeling
| Acteur             | Personage          |
| ------------------ | ------------------ |
| Bel Powley         | Lina Vilkas        |
| Jonah Hauer-King   | Andrius            |
| Lisa Loven Kongsli | Elena Vilkas       |
| Sophie Cookson     | Ona                |
| Martin Wallström   | Nikolai Kretzsky   |
| Peter Franzén      | commandant Komarov |
| Sam Hazeldine      | Kostas Vilkas      |
| James Cosmo        | meneer Stalas      |

## Release
De film ging in première op 21 september 2018 op het LA Film Festival. De film verscheen op 12 oktober 2018 in Litouwen en 11 januari 2019 in de Verenigde Staten.

## Ontvangst
Op Rotten Tomatoes heeft Ashes in the Snow een waarde van 56% en een gemiddelde score van 5,10/10, gebaseerd op 16 recensies. Op Metacritic heeft de film een gemiddelde score van 42/100, gebaseerd op 7 recensies.

## Prijzen en nominaties
De belangrijkste:
| Jaar | Prijs                                      | Categorie           | Genomineerde(n)     | Uitslag     |
| ---- | ------------------------------------------ | ------------------- | ------------------- | ----------- |
| 2020 | Litouwse filmprijzen (Zilveren kraanvogel) | Beste film          | Beste film          | Genomineerd |
| 2020 | Litouwse filmprijzen (Zilveren kraanvogel) | Beste Art Direction | Jurgita Gerdvilaite | Genomineerd |
| 2020 | Litouwse filmprijzen (Zilveren kraanvogel) | Beste coproductie   | Zilvinas Naujokas   | Genomineerd |
| 2020 | Litouwse filmprijzen (Zilveren kraanvogel) | Publieksprijs       | Publieksprijs       | Genomineerd |